# 英國國葬
在英国，国葬通常是为君主举行的。目前為止最后一次国葬是于2022年9月19日為伊丽莎白二世女王举行的。
除此之外，经過君主和议会 （公共资金支出）批准后，也可以举行国葬以纪念一位杰出人物。英国最后一次非皇家国葬是1965年1月30日温斯顿·丘吉尔爵士的葬礼。
許多葬礼，包括英国王室高级成员和高级公众人物的葬礼，可能擁有国葬的许多特征，但不属于国葬；对于这些，使用术语“仪式葬礼”。例如在过去的五十年里共有以下人物举行了葬礼 ，第一代緬甸的蒙巴顿伯爵路易斯·蒙巴顿举行了葬礼；威尔士王妃戴安娜；伊丽莎白王太后；撒切尔夫人；爱丁堡公爵菲利普亲王。葬礼一般倾向于遵循国葬的仪式模式。

## 列表
以下僅列出有中文維基百科頁面的葬禮

### 君主葬禮
- 理查三世遗骨的挖掘与重新安葬（非國葬）
- 喬治五世葬禮
- 愛德華八世之死及葬禮（非國葬）
- 喬治六世之死及葬禮
- 伊丽莎白二世葬禮

爱德华八世选择了私人皇家葬礼，而不是正式的国葬，但葬禮中背诵了为已故君主保留的话语——这是君主国葬的一个特点。

### 王室成員儀式葬禮
- 威尔士王妃戴安娜葬礼
- 爱丁堡公爵菲利普亲王葬禮

### 拒絕國葬者
- 本杰明·迪斯雷利去世后，时任首相威廉·尤尔特·格莱斯顿为他的庄园举行了国葬。迪斯雷利在遗嘱中明确表示，他不希望举行国葬，他希望被埋葬在休恩登的圣米迦勒和众天使教堂，紧挨着他的妻子。随后在威斯敏斯特教堂举行了追悼会。
- 著名护士兼统计学家弗洛伦斯·南丁格尔获得国葬，但她的家人选择了私人仪式。
- 玛格丽特·撒切尔去世时有人猜测她将获得国葬，但政府宣布她不会“按照她自己的意愿”接受国葬。但是，根据英国女王伊丽莎白二世的授权，她在圣保罗大教堂举行了完全军事荣誉的葬礼。